# Козацька (зупинний пункт)
Коза́цька — пасажирський зупинний пункт Херсонської дирекції Одеської залізниці на лінії Снігурівка — 51 км між зупинними платформами Електромаш (6 км) та Томарине (13 км).
Розташована в смт Козацьке Бериславського району Херсонської області.